# Piabucina astrigata
Piabucina astrigata es una especie de peces de la familia Lebiasinidae en el orden de los Characiformes.

## Morfología
Los machos pueden llegar alcanzar los 16 cm de longitud total.

## Hábitat
Es un pez de agua dulce y de  clima tropical (22 °C-26 °C).

## Distribución geográfica
Se encuentran en Sudamérica: norte de la Ecuador y sur de Colombia al oeste de los Andes.